# Laguna del Condado

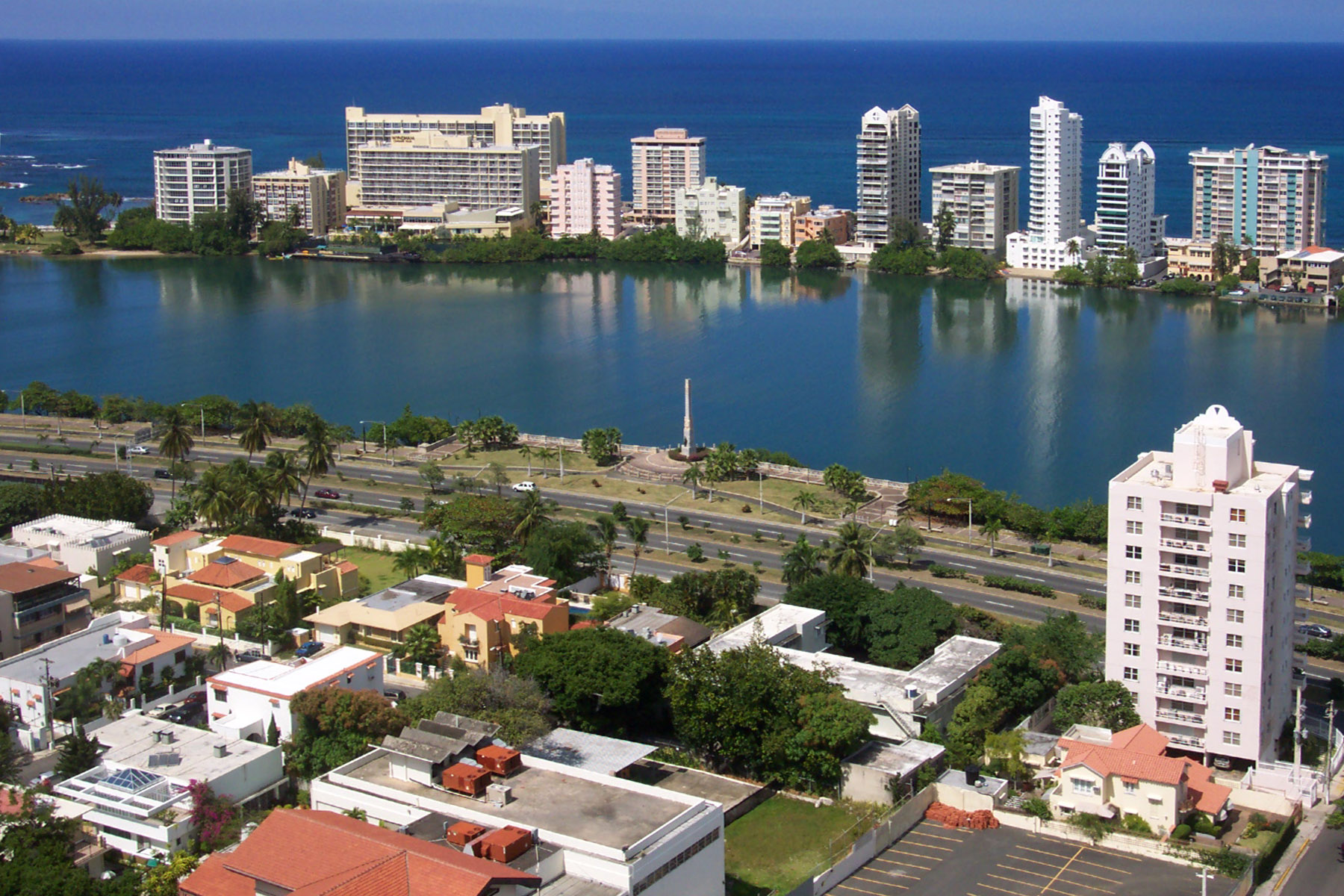
Vista aérea de la Laguna del Condado

La Laguna del Condado es una laguna costera ubicada en San Juan, Puerto Rico. Está delimitada por la comunidad de Condado hacia el norte y la comunidad de Miramar hacia el sur. Cubre un área de aproximadamente 102 acres y forma parte del estuario de la Bahía de San Juan. Se conecta con el Océano Atlántico en el área conocida como El Boquerón— al este del Fuerte de San Gerónimo— y con la Bahía de San Juan por el oeste a través del Canal San Antonio.

## Características
La Laguna del Condado se encuentra rodeada en parte por franjas de mangle hacia el noreste y sureste, además de hoteles y condominios residenciales en su costa norte. Hoy día la laguna es uno de los cuerpos de agua más diversos del estaurio en términos de riqueza de fauna y flora acuática, un hábitat donde interactúan diferentes ecosistemas como comunidades coralinas, manglares y extensas praderas de yerbas marinas. En sus aguas habitan diversas especies de peces tropicales, crustáceos, esponjas, estrellas de mar, además de especies en peligro de extinción como tortugas marinas y el manatí antillano.
La laguna posee además un alto valor recreativo al ser utilizada por miles de turistas y residentes que disfrutan de sus playas arenosas y practican deportes acuáticos pasivos como el remo, la tabla de vela y el buceo. La Laguna del Condado fue designada como reserva natural mediante la Ley 112 en el 2013.

## Historia de restauración
La Laguna del Condado fue el primer cuerpo de agua del estuario de la Bahía de San Juan en ser impactado y alterado por el humano. Para la década de 1950 la porción sur de la laguna se rellenó para la construcción de la Avenida Baldorioty de Castro. Unos 10 años después, para la década del 1960, se utilizaron sedimentos extraídos del propio fondo de la laguna para rellenar la parte norte para la construcción de hoteles, clubes nocturnos y otros establecimientos. Un estudio realizado por la Escuela de Medicina de la Universidad de Puerto Rico en 1968 dejaba claro el nivel de contaminación del agua al identificar 254 estructuras residenciales, hoteleras y de hospedería que descargaban sus aguas sanitarias sin tratar directamente a la laguna. A esto se sumaban unas 1,029 que lo hacían a través de conexiones directas al sistema de alcantarillado pluvial, y otras 545 a través de tanques sépticos.
No fue hasta 1969 que comenzaron oficialmente los esfuerzos para mejorar la calidad del agua en la Laguna del Condado. A través de un trabajo conjunto entre el Departamento de Recursos Naturales y Ambientales (más precisamente, para ese entonces, la Junta de Calidad Ambiental) y la Autoridad de Acueducto y Alcantarillados se desarrolló un programa para actualizar, eliminar y corregir las fuentes de descargas de agua sanitarias identificadas en el estudio de la Escuela de Medicina del 1968. Durante ese periodo se realizaron inspecciones visuales y pruebas con tinte. En adición, se evaluaron planos y mapas para eliminar las conexiones directas al sistema de alcantarillado pluvial. Simultáneamente, se construyeron líneas sanitarias, se repararon pozos sépticos, se instalaron sistemas de bombeo y se realizaron limpiezas y obras de mantenimiento a las líneas sanitarias. En consecuencia, ya para el 1973 se observaba un mejoramiento significativo en la calidad de las aguas de la Laguna del Condado. Para el 1974, ya no existían zonas con ausencia de oxígeno (anóxicas) en el fondo de la Laguna del Condado. A partir del 2007 el Programa del Estuario de la Bahía de San Juan comenzó la reforestación y siembra de mangle en los márgenes de la Laguna del Condado.

## Galería

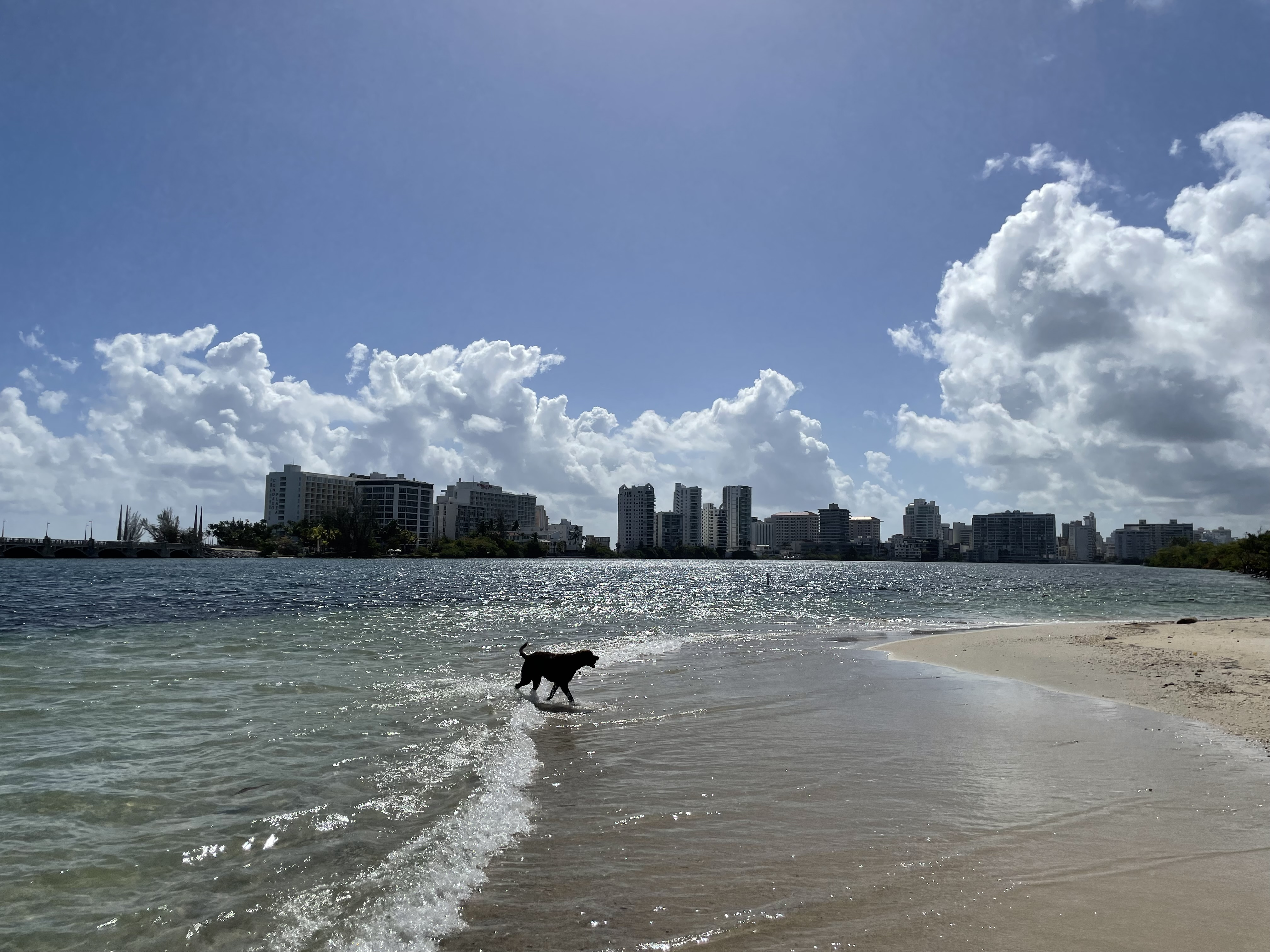
Vista de la laguna desde su playa en la costa sur, Condado al fondo y parte del puente Dos Hermanos a mano izquierda
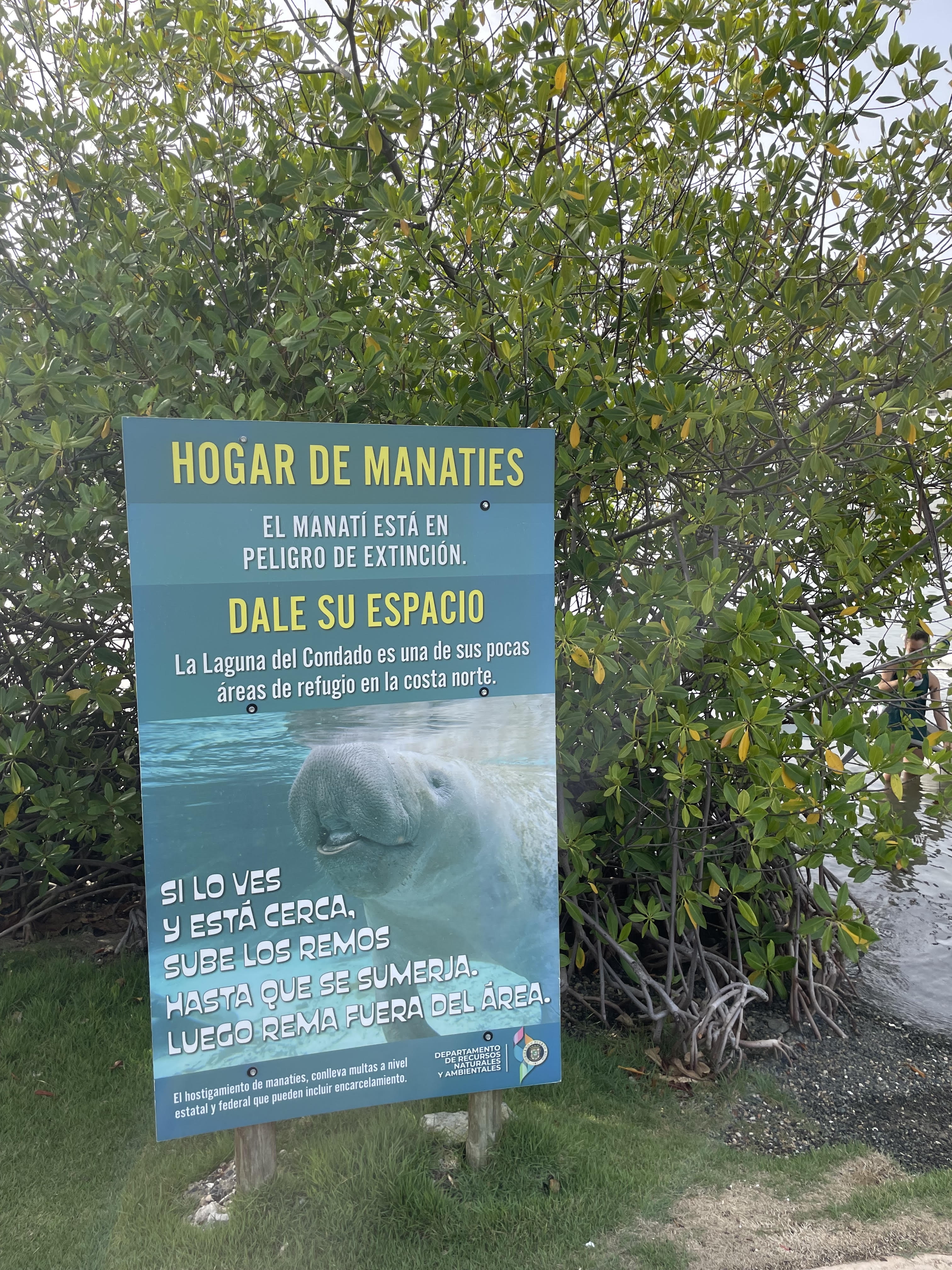
Remadores y manaties coexisten en la laguna
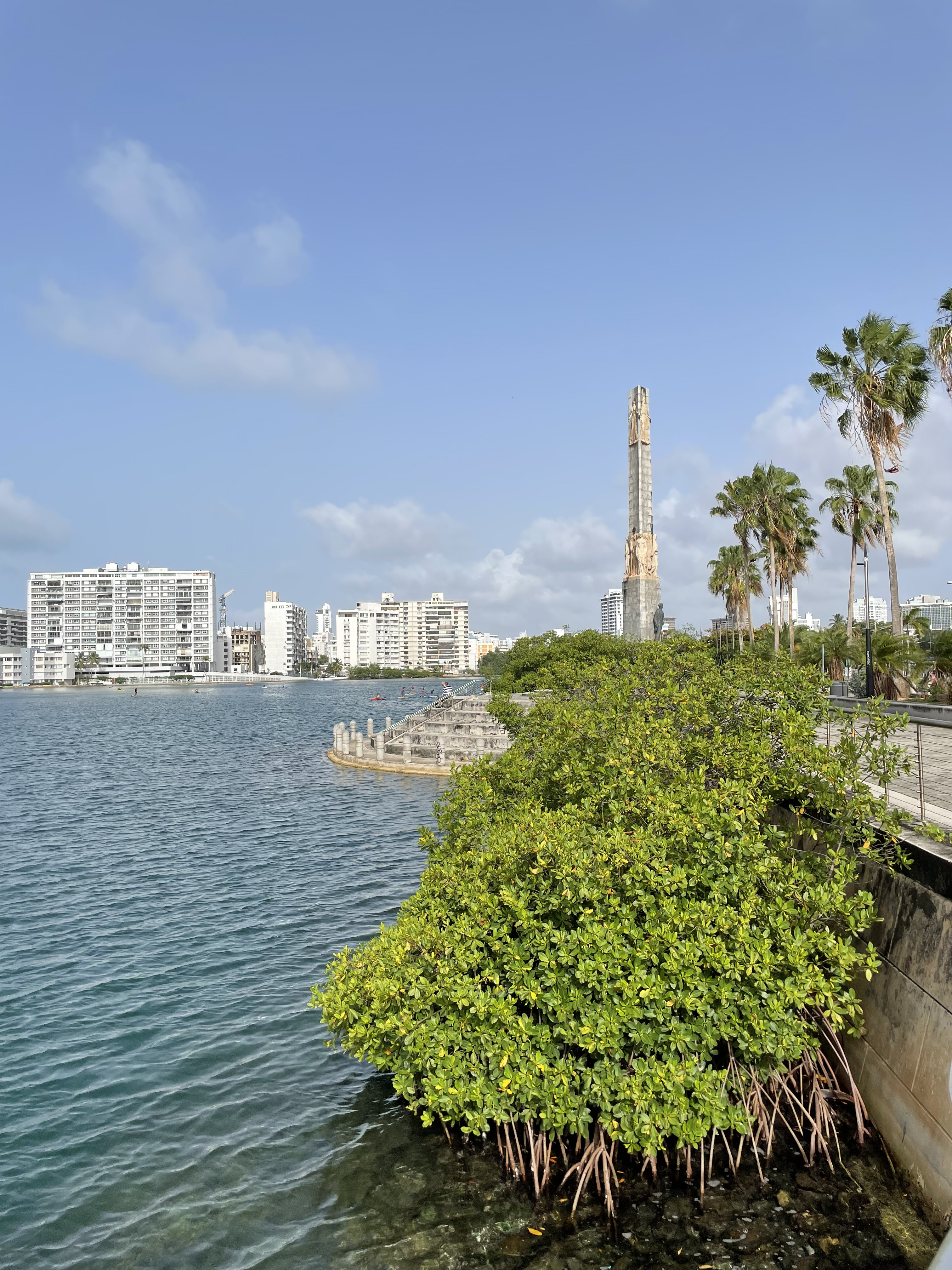
Mangle y escaleras al agua
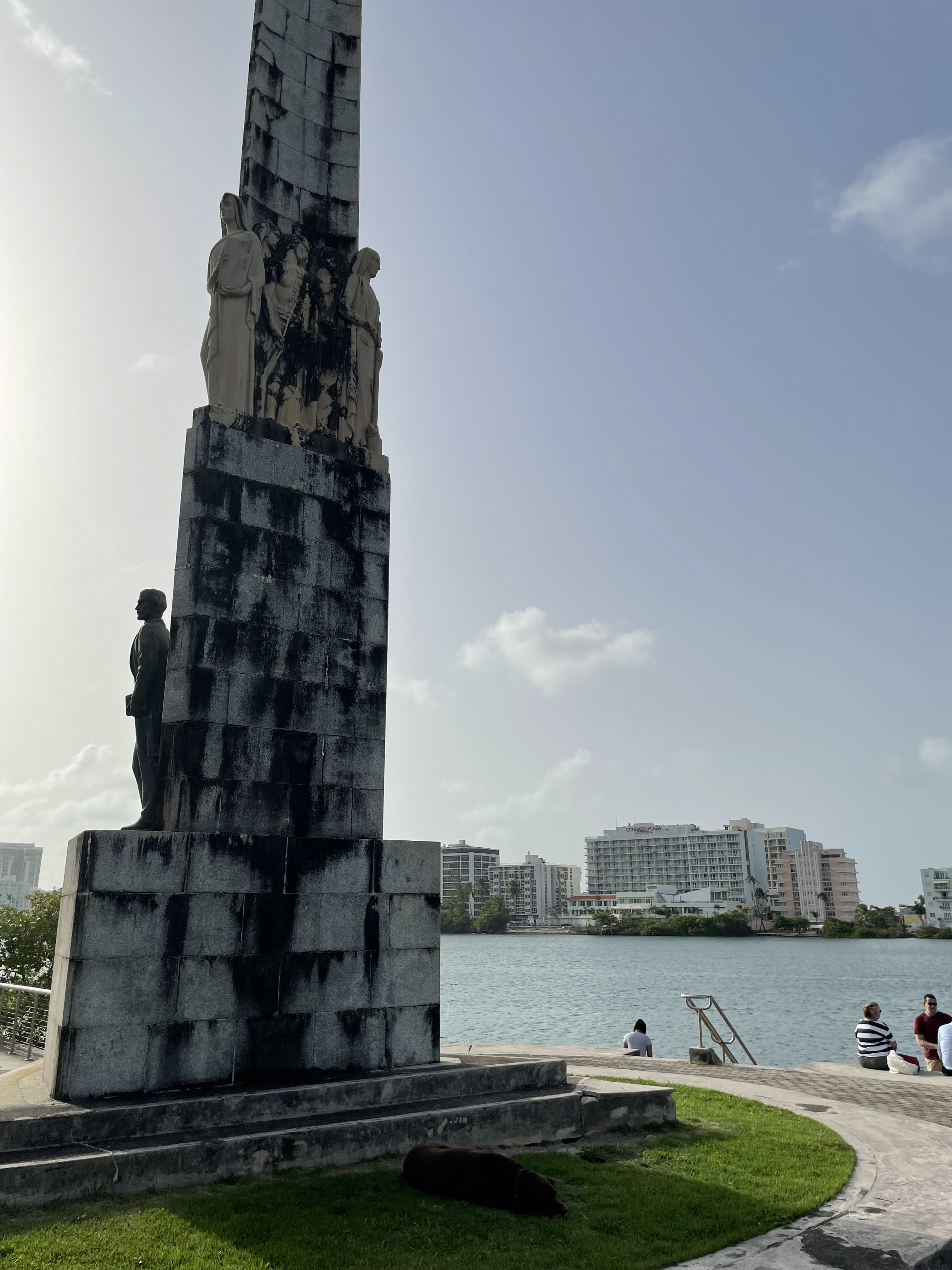
La plaza y sus escaleras al agua por la costa sur es frequentada por turistas y residentes. El obelisco es en honor a Baldorioty de Castro